# Mortierellomycota
Mortierellomycota é um filo monotípico de fungos pertencente ao grupo parafilético Zygomycota, cuja única classe é Mortierellomycetes, também um táxon monotípico, cuja única ordem é Mortierellales Caval.-Sm., 1998. Contém apenas uma família, Mortierellaceae Luerss., Handb. Syst. Bot. 1: 63. 1877, com 6 géneros e cerca de 129 espécies. Estes fungos estiveram incluídos no subfilo Mucoromycotina.

## Descrição
Os membros da família Mortierellaceae apresentam hifas cenocíticas, formando colónias tendem a ser brancas ou esbranquiçadas, caracterizadas por crescimento zonado, isto é, crescendo em anéis, e cheiro semelhante ao da cebola ou alho. Os esporângios são columelados, únicos ou múltiplos, formam-se em esporangióforos aéreos. Os zigósporos, que podem ser envoltos por hifas, apresentam morfologia característica, podendo ser lisos ou ondulados, quase todos com suspensores apostos.
Esta família também produz clamidósporos, que podem ser espinhosos ou ásperos e de paredes espessas.
O género Mortierella é o mais frequentemente encontrado e o melhor estudado de entre todos os membros desta família. Os membros deste género são tipicamente sapróbios presentes no solo, em esterco e em corpos de frutificação de fungos superiores, mas existem algumas espécis que sãp parasitas facultativos.
Propágulos de Mortierella podem ser facilmente obtidos a partir de isolatos de solos florestais em ágar Czapek, ágar feno ou ágar água. Acredita-se que os membros deste género desempenhem papéis significativos nos ecossistemas de florestas temperadas, embora muitos sejam psicrófilos (requerem temperaturas frias para crescer) e provavelmente são negligenciados em amostras de solo incubadas à temperatura ambiente.

## Taxonomia
A família Mortierellaceae teve um percurso complexo até integrar a ordem monotípica Mortierellales, com 6 géneros e mais de uma centena de espécies. Ao longo desse percurso, muitos géneros foram incluídos nesta família.
De acordo com Fitzpatrick, a família continha os géneros Mortierella, Herpocladium, Dissophora e Haplosporangium. Mais tarde, o género Herpocladium foi removido e Aquamortierella adicionado. Outro género, Echinosporangium, foi adicionado posteriormente.
Atualmente, a família contém Mortierella, género que pode ser parafilético quando comparada com os outros géneros da família, os géneros bitípicos (contendo apenas duas espécies) Dissophora e  Modicella, e os géneros monotípicos (contendo apenas uma espécie) Aquamortirella, Lobosporangium e Gamsiella. A new genus, Echinochlamydosporium, was described in 2011.
Em 2018, devido a resultados de filogenética suportada sobre análises de DNA, o género Echinochlamydosporium foi transferido para a família Calcarisporiellaceae.

### Géneros
Na sua presente circunscrição taxonómica, a família Mortierellaceae inclui os seguintes géneros:
- Aquamortierella - 1 sp.
- Dissophora - 3 sp.
- Gamsiella - 1 sp.
- Lobosporangium - 1 sp.
- Modicella - 3 sp.
- Mortierella - 120 sp.

## Galeria

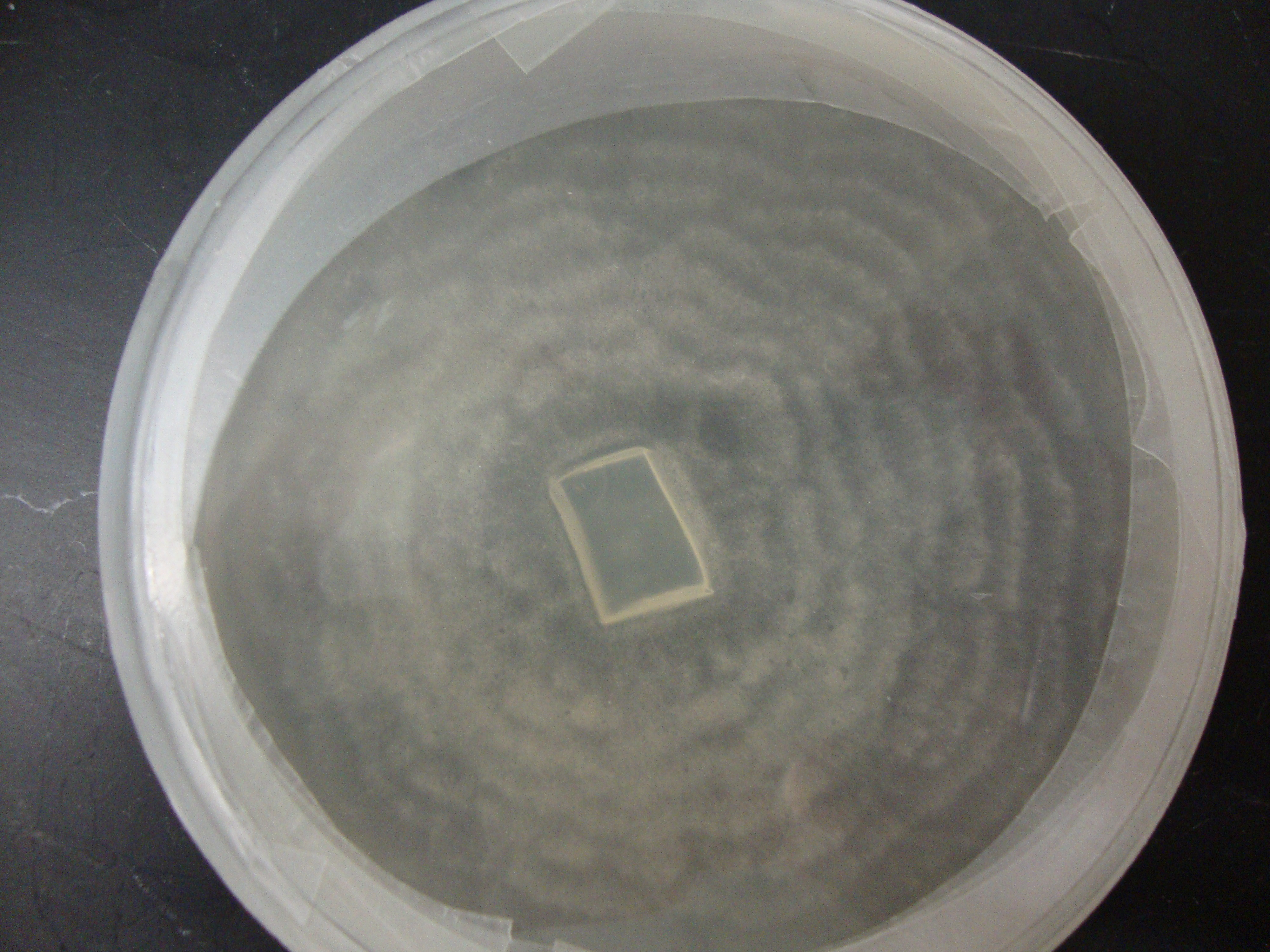
Perspectiva reversa de uma cultura, demonstrando o crescimento zonado característico deste género.
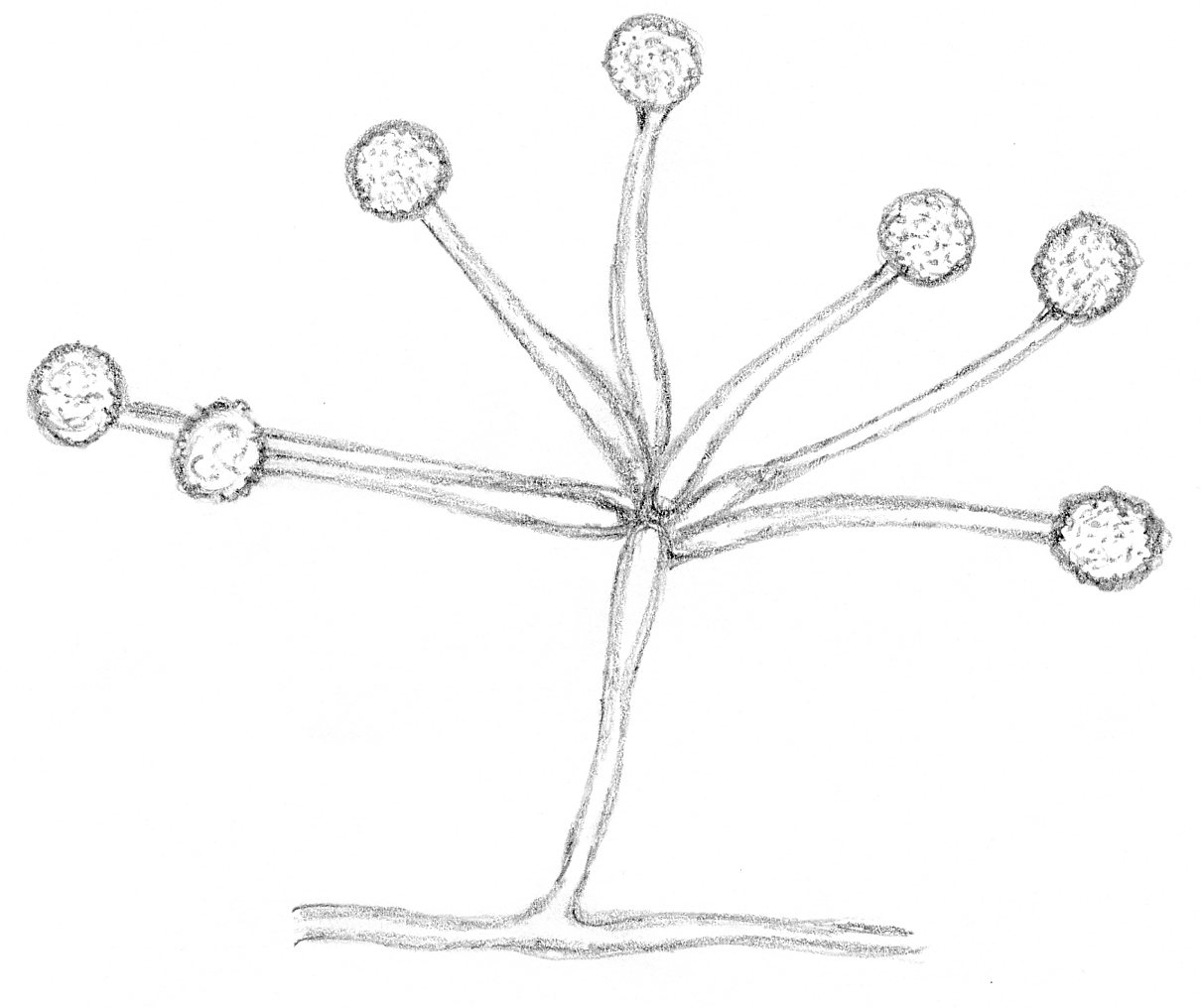
Desenvolvimento assexual: Mito-esporangióforos ramificados de Mortierella sp.
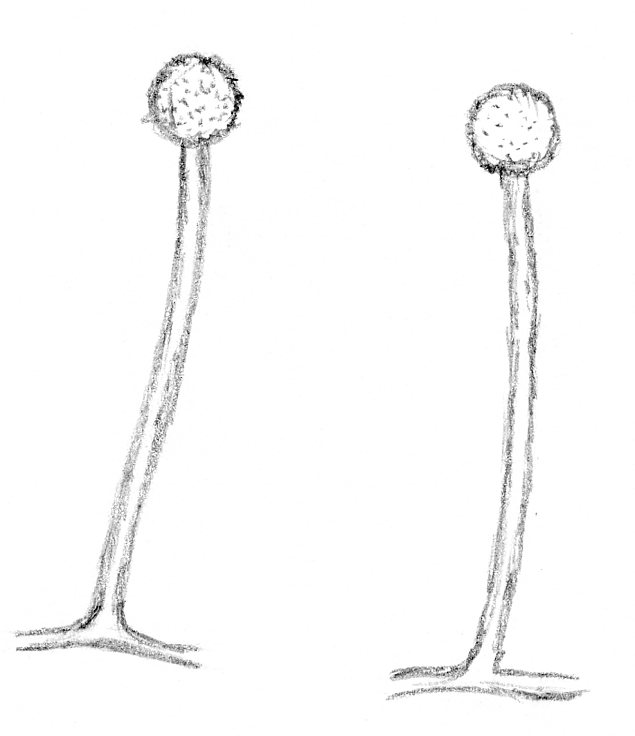
Desenvolvimento assexual: Mitósporo não ramificado de Mortierella.
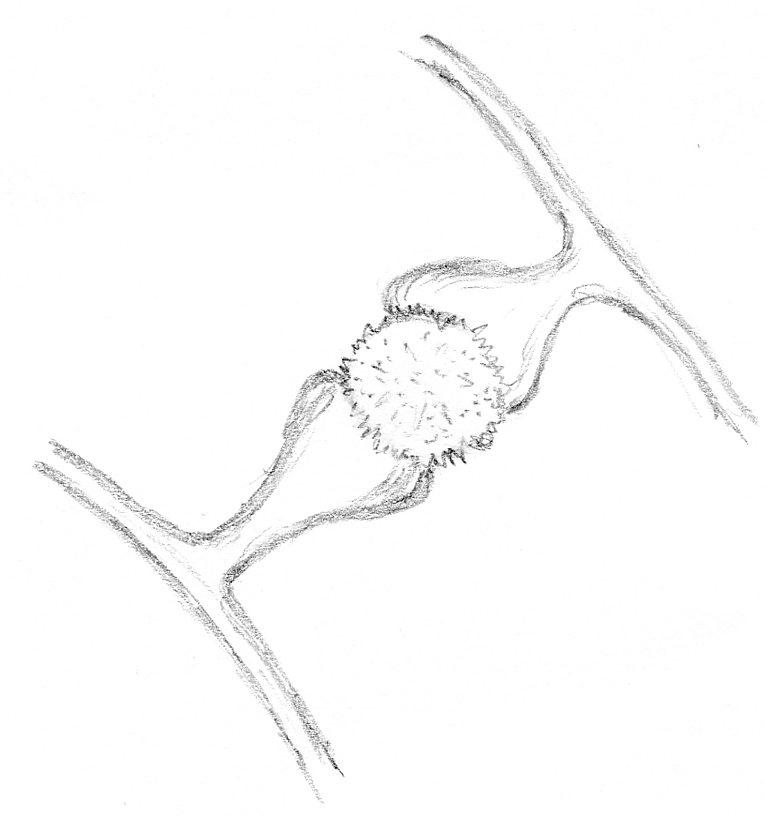
Desenvolvimento sexual: Meiosporo nu de Mortierella.
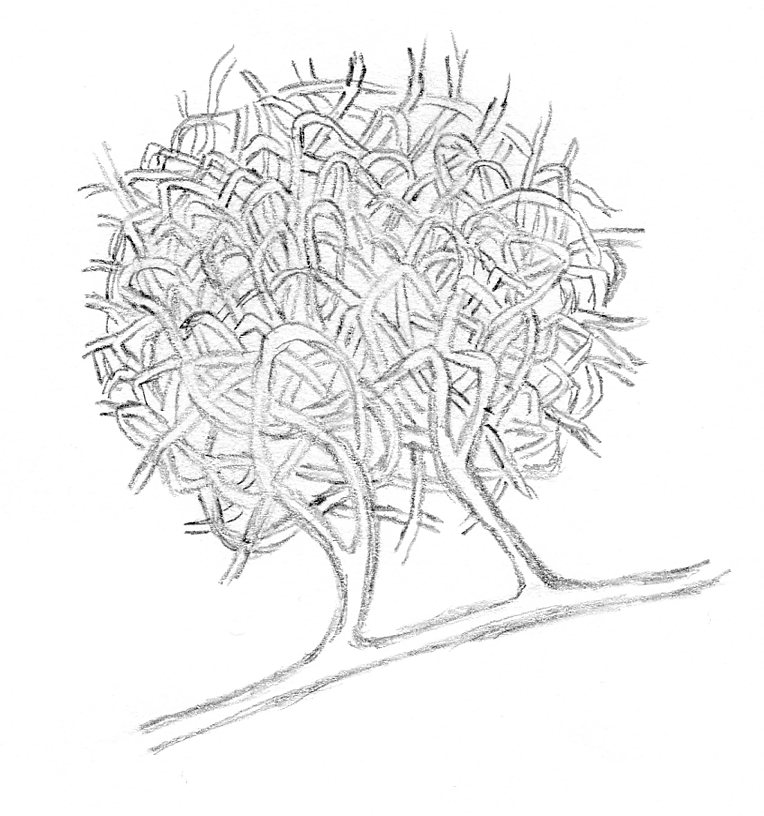
Desenvolvimento sexual: Meiosporo anichado de Mortierella.